# Irina Mouromtseva
Irina Viktorovna Mouromtseva (Ири́на Ви́кторовна Му́ромцева), née le 1er février 1978 à Léningrad (URSS), est une journaliste russe, présentatrice de radio et de télévision, productrice et réalisatrice.

## Biographie
Elle naît à Léningrad dans la famille d'un militaire,,. Elle termine ses études secondaires à Briansk. Elle rêve d'entrer au VGIK. En 2001, elle termine ses études par correspondance à la faculté de journalisme de l'université d'État de Voronej.

### Carrière
Pendant ses années d'étudiante, elle collabore aux radio Rocks («Радио Рокс»), Radio ouverte («Открытое радио») et Europa Plus Briansk  («Европа Плюс Брянск»).
Elle commence sa carrière à la télévision en 1999 en qualité de correspondante pour l'émission Sevodniatchko («Сегоднячко»), sur la chaîne NTV. Elle passe ensuite sur cette même chaîne à l'émission de Lev Novojionov L'ancien téléviseur ( «Старый телевизор»), où elle couvre des sujets sur des personnalités connues du passé ayant changé le cours de l'histoire.
Après la sortie en  2000 de Svetlana Sorokina du programme La voix du peuple («Глас народа»), Irina Mouromtseva devient productrice de l'émission quotidienne en soirée Le héros du jour (présentateurs Marianna Maximovskaïa et Andreï Norkine). Elle mène des interviews dont celle de Jackie Chan pour Le Héros du jour (l'acteur hong-kongais se rend secrètement en avion à Moscou en 2000 en un jour),. En 2001-2003, elle travaille comme correspondante des nouvelles matinales à radio Svoboda. Elle prépare aussi des émissions de musiques ethniques. En 2003, elle travaille pour l'émission Aujourd'hui («Сегодня») avec Kirill Pozdniakov et pour Le pays et le monde («Страна и мир») sur NTV (rédactrice, productrice) ; ses spécialités sont la culture, l'éducation, la science, la technologie et ses avancées.
Elle travaille quelque temps en 2006 comme présentatrice de Vesti sur Rossiya 1. De 2006 à novembre 2014, elle présente l'émission matinale Matin de Russie («Утро России») en duo avec Andreï Petrov, plus tard avec Vladislav Zavialov.
En 2011, elle prend part à l'émission Danses avec les stars («Танцы со звёздами»). Elle présente, coproduit et est coauteur du film documentaire Nous sommes nés des dessins animés («Мы родом из мультиков»), consacré au centenaire du film d'animation russe, diffusé sur Rossiya 1 le 24 octobre 2012.
À la fin de l'année 2014, elle répond à l'invitation de Constantin Ernst pour travailler pour la chaîne Perviy Kanal (Première chaîne), où elle anime l'émission Park (en duo avec Nikolaï Fomenko et Alexeï Pivovarov). Du 29 novembre 2015 au 26 juin 2016, elle présente le talk-show Les invités du dimanche («Гости по воскресеньям») sur Perviy Kanal. Après le 24 mars 2016, elle présente Dobroïe outro (Bonjour) sur cette même chaîne. Du 3 février au 11 mai 2019, elle produit et présente Rôle principal («Главная роль»). Depuis le 16 novembre 2019, elle fait partie de l'émission Dobroïe outro du samedi.

## Vie privée
Elle s'est mariée en premières noces avec un homme d'affaires dont elle a une fille, Lioubov, née en 2001. Elle se remarie en 2012 avec le producteur musical Maxime Volkov
; elle donne naissance à une fille, Alexandra, le 7 mars 2013,.